# 유치장

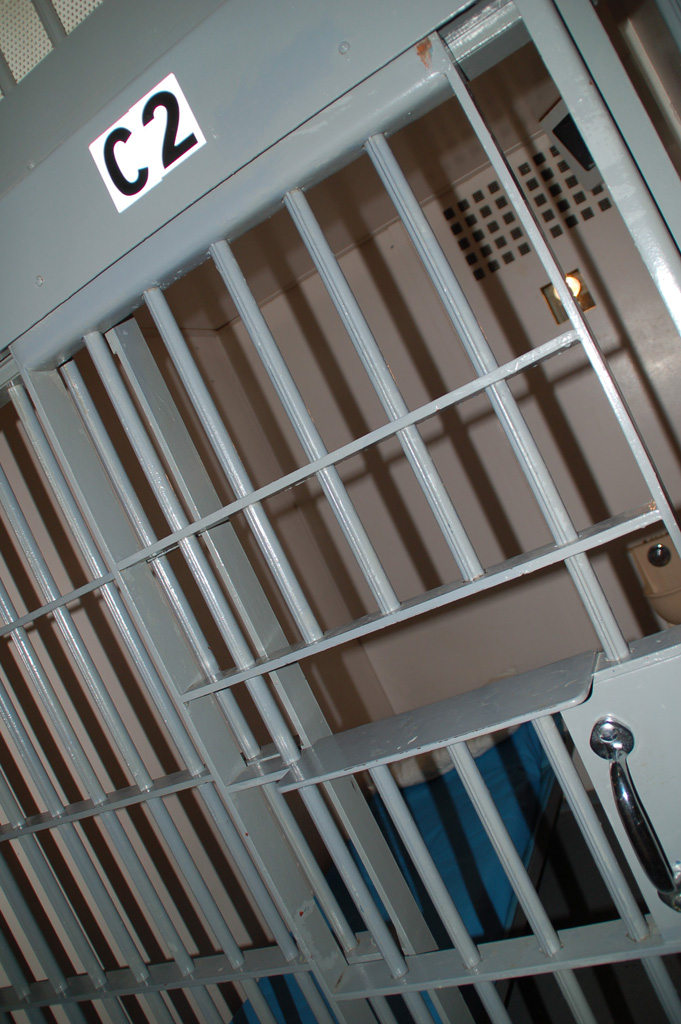
현대식 감방

유치장(留置場, 영어: prison cell, jail cell, holding cell, lock-up)은 구류형을 복역하는 자 및 노역장유치자등 경범죄자와 피의자를 수감하는 경찰서의 시설이다. 보호실이라고도 한다. 일반적으로 전자의 경우 교도소를 대신하는 역할의 시설을 의미하고, 후자의 경우 구치소나 교도소로 이감되기 전에 조사를 할 때까지 수감하는 곳을 가리킨다.
일반적으로 경찰서의 1~2층 및 지하 1층에 설치되어 있으며 유치인의 면회를 하기 위해서는 면회절차를 거쳐야 한다.
일반적으로 구류형을 복역하는 자 및 노역장유치자 등 경범죄자는 형벌의 집행이 1달을 전후해서 끝나고 피의자는 경찰서에서 혐의사실이 밝혀지는 데 시간이 1주일 이내이고 그 후 구치소나 교도소로 이감되므로 유치인들이 유치장에 수감되어 있는 기간은 길지 않다.
범죄혐의가 있어서 소환된 피의자를 일시적으로 수감할 목적으로 검찰청에도 설치되어 있다.
대한민국에서는 한 경찰서의 유치장에 수감된 유치인이 1명도 없는 날에는 해당 경찰서에 백기를 게양한다. 순백색은 범죄가 없어 깨끗함을 상징하는 것이로, 출소하는 죄수에게 먹이는 두부의 색깔이 흰색인 것과 같은 이유라고 할 수 있다.

## 판례
- 경찰관직무집행법상 정신착란자, 주취자, 자살기도자 등 응급의 구호를 요하는 자를 24시간을 초과하지 아니하는 범위 내에서 경찰관서에 보호조치할 수 있는 시설로 제한적으로 운영되는 경우를 제외하고는 구속영장을 발부받음이 없이 피의자를 보호실에 유치함은 영장주의에 위배되는 위법한 구금으로서 적법한 공무수행이라고 볼 수 없다. (93도958)

## 같이 보기
- 교도소
- 보호실
- 형무소
- 감옥
- 경찰서
- 파출소
- 접근금지명령
- 가정폭력(DV)
- 아동 학대(CA)